# Марк Ацилий Канин
Ма́ний (или Марк) Аци́лий Кани́н (лат. Manius (Marcus) Acilius Caninus/Caninianus; умер после 44 года до н. э.) — древнеримский военачальник, управлявший в 46—45 годах до н. э. Сицилией в качестве проконсула. Один из легатов Гая Юлия Цезаря на начальной стадии гражданской войны 49—45 годов до н. э.

## Биография
Маний происходил из знатного плебейского рода Ацилиев и, по одной из версий, мог принадлежать к Ветуриевой трибе. Британский антиковед Т. Уайзмен предположил, что его род имеет остийские корни. 
В 48 году до н. э., на начальном этапе гражданской войны, он служил легатом в войске Гая Юлия Цезаря: вместе с Луцием Стацием Мурком Канин вёл военные действия на эпирском побережье против объединённых сил помпеянцев Марка Кальпурния Бибула и Луция Скрибония Либона. Вполне возможно, что в том же году (48 до н. э.) Маний Ацилий исполнял функции дуумвира, о чём свидетельствует сохранившийся фрагмент надписи из Остии. В благодарность за проявленную Ацилием верность Юлий Цезарь назначил его проконсулом Сицилии, на основании чего канадский учёный Р. Броутон осторожно датировал его эвентуальную претуру 47 годом до н. э. В ходе подготовки кампании против парфян Канин был послан Цезарем с армией в Ахайю, где он оставался и после убийства диктатора.
Надёжные сведения о дальнейшей судьбе Ацилия в сохранившихся источниках отсутствуют; впрочем, некоторые исследователи допускают возможность отождествления консула-суффекта 33 года до н. э. Мания Ацилия Глабриона с легатом Гая Юлия Цезаря времён гражданской войны 49—45 годов до н. э., в качестве проконсула управлявшим Сицилией, а после — Ахайей.